# Miles Davis with Sonny Rollins
Miles Davis with Sonny Rollins è un album di Miles Davis pubblicato dalla Prestige Records nel 1954.

## Il disco
Realizzato come LP a 10 pollici, l'album non è stato mai ristampato nel formato più grande o su CD. I brani contenuti, registrati nel nuovo studio di Rudy Van Gelder il 29 giugno del 1954, furono in seguito inclusi in edizione rimasterizzata dallo stesso Van Gelder nell'album a 16 giri Miles Davis & the Modern Jazz Giants nel settembre del 1957 e pochi mesi dopo in un normale LP a 33 giri 12 pollici intitolato Bags' Groove.
Quella di giugno fu l'ultima di una serie di numerose sedute di incisione realizzate da Davis con il pianista Horace Silver nella primavera del 1954. Dopo un lungo periodo di difficoltà dovuto alla sua dipendenza dalla droga il trombettista iniziò l'anno disintossicato e in piena forma.
Per questo il proprietario della Prestige Records organizzò un numero consistente di session che si tennero nel nuovo studio del tecnico del suono Rudy Van Gelder e dalle quali furono ricavati un gran numero di dischi. In questo Davis e a Silver furono affiancati dal sassofonista Sonny Rollins che si meritò una menzione nel titolo del disco anche per il suo contributo come compositore dei pezzi suonati. La sezione ritmica era quella ormai consueta formata da Percy Heath al contrabbasso e Kenny Clarke alla batteria.
Furono registrati in tutto quattro brani, tutti inclusi nel disco, con una doppia esecuzione del classico di George Gershwin But Not for Me, l'unico standard presente, la cui seconda versione trovò posto poi nelle successive riedizioni su album in grande formato. Il brano faceva parte del repertorio del pianista Ahmad Jamal, la cui musica iniziava ad avere grande influenza su Davis.
Le altre composizioni sono tutte di Rollins che, stando al racconto di Davis, le completò praticamente in studio, appartato, mentre gli altri musicisti erano in attesa di suonare. Airegin è un veloce pezzo che il sassofonista volle dedicare all'Africa (il titolo è la parola "Nigeria" scritta al contrario) e insieme a Oleo, con la quale condivide il primo lato del disco, divenne parte del repertorio classico di Davis. Oleo prendeva il titolo dall'oleomargarinae derivava dalla progressione armonica di I Got Rhythm di Gershwin.
 Entrambe furono reincise con il quintetto classico con John Coltrane nell'ottobre del 1956. La seconda, in particolare, fu eseguita regolarmente dal vivo fino alla metà degli anni sessanta con il secondo grande quintetto prima della "svolta elettrica".
Per Miles Davis queste incisioni rappresentarono una svolta stilistica importante che segnò la sua carriera. Per la prima volta infatti utilizzò una sordina metallica del tipo detto Harmon (dal nome del costruttore) o wah-wah al posto della più classica cup mute (sordina "a tazza"). Il trombettista utilizzava la sordina Harmon spesso senza lo stelo centrale rimovibile che dava l'effetto wah-wah lasciando la parte fissa sulla campana dello strumento. In tal modo otteneva un suono che poteva essere cupo e intimo o forte e squillante a seconda del passo e dell'attacco della nota.
Davis aveva già avuto al suo fianco Sonny Rollins per le sue prime incisioni con la Prestige nel 1951 e negli anni successivi i due si frequentarono soprattutto fuori dall'ambiente musicale nel periodo in cui entrambi erano completamente dipendenti dall'eroina. Davis cercò più volte di assumere Rollins nei suoi gruppi, ma di fatto non ci riuscì mai. Nel 1955, dopo l'esibizione al festival di Newport che rilanciò la sua carriera e dopo la firma del prestigioso contratto con la Columbia Records il trombettista fu finalmente in grado di formare una sua formazione stabile con la quale rispondere alle numerose richieste di ingaggio che gli stavano arrivando. Arruolati Paul Chambers, Red Garland e Philly Joe Jones, Davis pensò subito a Sonny Rollins per il ruolo di sassofonista nel quintetto che stava formando. Rollins, che ormai era un gran nome nel giro dei jazzisti dell'epoca dopo i suoi lavori con Thelonious Monk, si unì per qualche tempo al quintetto, ma poi si rese irreperibile (stava cercando di disintossicarsi) e così Davis fu costretto a ingaggiare il semi-sconosciuto John Coltrane, un ripiego che si dimostrò immediatamente all'altezza, considerando il ruolo che poi ebbe nella storia del jazz. Rollins, che ritornato nel giro dopo un periodo in una clinica, si unì a un altro grande quintetto, la formazione capitanata da Max Roach e Clifford Brown. Partecipò nei primi mesi del 1956 a un'altra incisione di Davis per la Prestige in tre brani che poi furono inclusi nell'album Collectors' Items. Per breve tempo fece parte della formazione che il trombettista aveva formato nella primavera del 1957 dopo aver licenziato Coltrane. Di quel periodo non rimane però nessuna testimonianza registrata. Rollins in seguito iniziò a incidere e a suonare dal vivo come leader e non ebbe più bisogno di suonare come side man per altri musicisti.
Dopo l'uscita dal catalogo del disco a 10 pollici e del gigantesco album a 16 giri i brani della sessione del 29 giugno furono resi disponibili, con entrambe le versioni di But Not for Me, in Bags' Groove che entrò nella discografia ufficiale di Miles Davis e fu ristampato varie volte anche su CD in versione rimasterizzata digitalmente.
I Manhattan Transfer realizzarono nel 1985 una versione vocale di Airegin con testo di Jon Hendricks per il loro pluripremiato album Vocalese basandosi su una precedente rilettura del trio Lambert, Hendricks & Ross per l'album The Swingers! del 1958 che a sua volta era basata su quella originale di Davis e Rollins.

## Tracce
LP
Lato A
1. Airegin – 4:57 (musica: Sonny Rollins)
2. Oleo – 5:10 (musica: Sonny Rollins)

Lato B
1. But Not for Me – 5:42 (testo: Ira Gershwin – musica: George Gershwin)
2. Doxy – 4:51 (musica: Sonny Rollins)

## Formazione
- Miles Davis – tromba
- Sonny Rollins – sassofono tenore
- Horace Silver – pianoforte
- Percy Heath – contrabbasso
- Kenny Clarke – batteria

### Produzione
- Bob Weinstock – produzione, foto copertina album originale
- Registrazioni effettuate al Van Gelder Studio di Hackensack, New Jersey il 29 giugno 1954
- Rudy Van Gelder – ingegnere delle registrazioni
- Don Schlitten – layout copertina album originale
- Ira Gitler – note retrocopertina album originale

## Edizioni
- 1954 – LP 10", Prestige Records PRLP 187

78 giri
- 1957 – Miles Davis, But Not For Me Pt. 1 & 2, 78gg, Prestige Records PR 915